# Mark Merklein
Mark Merklein (Freeport, 28 giugno 1972) è un allenatore di tennis ed ex tennista bahamense.

## Carriera
In carriera ha vinto 4 titoli di doppio. Nei tornei del Grande Slam ha ottenuto il suo miglior risultato raggiungendo il terzo turno nel doppio misto a Wimbledon nel 1999 e nel doppio agli Australian Open nel 2003.
In Coppa Davis ha disputato un totale di 27 partite, ottenendo 15 vittorie e 12 sconfitte.

## Statistiche

### Doppio

#### Vittorie (4)
| Numero | Anno              | Torneo                                       | Superficie  | Compagno        | Avversari in finale               | Punteggio     |
| 1.     | 28 aprile 1997    | U.S. Men's Clay Court Championships, Orlando | Terra rossa | Vincent Spadea  | Alex O'Brien Jeff Salzenstein     | 6-4, 4-6, 6-4 |
| 2.     | 16 settembre 2002 | Brasil Open, Salvador                        | Cemento     | Scott Humphries | Gustavo Kuerten André Sá          | 6-3, 7-6      |
| 3.     | 10 marzo 2003     | Tennis Channel Open, Scottsdale              | Cemento     | James Blake     | Lleyton Hewitt Mark Philippoussis | 6-4, 6-7, 7-6 |
| 4.     | 3 maggio 2004     | BMW Open, Monaco di Baviera                  | Terra rossa | James Blake     | Julian Knowle Nenad Zimonjić      | 6-2, 6-4      |

### Doppio

#### Finali perse (3)
| Numero | Anno              | Torneo                                            | Superficie  | Compagno        | Avversari in finale             | Punteggio     |
| 1.     | 11 maggio 1998    | International Tennis Championships, Coral Springs | Terra rossa | Vincent Spadea  | Grant Stafford Kevin Ullyett    | 5-7, 4-6      |
| 2.     | 15 settembre 2003 | Brasil Open, Salvador                             | Cemento     | Scott Humphries | Todd Perry Thomas Shimada       | 2-6, 4-6      |
| 3.     | 5 ottobre 2003    | Japan Open Tennis Championships, Tokyo            | Cemento     | Scott Humphries | Justin Gimelstob Nicolas Kiefer | 7-6, 3-6, 6-7 |